# Xavier Baronnet
Xavier-Marie Baronnet SJ (ur. 5 kwietnia 1927 w Chantenay, zm. 8 września 2012) – francuski duchowny katolicki, biskup Port Victoria na Seszelach od 1995 do 2002. Od 2002 roku biskup emerytowany tej diecezji.

## Życiorys
Święcenia kapłańskie otrzymał 7 września 1960 w zakonie jezuitów.

## Episkopat
3 marca 1995 papież Jan Paweł II mianował go biskupem diecezji Port Victoria na Seszelach. Sakry biskupiej udzielił mu 25 czerwca 1995 ordynariusz diecezji Saint-Denis-de-la-Réunion - biskup Gilbert Aubry. 1 czerwca 2002 przeszedł na emeryturę.